# Hüttenteich
Der Hüttenteich (auch Großer Hüttenteich) ist ein im 16. Jahrhundert angelegter Kunstteich zwischen Brand-Erbisdorf und Weißenborn im Erzgebirge. Er ist Teil der Revierwasserlaufsanstalt Freiberg. Er gibt sein Wasser an den Münzbach und gab es in der Vergangenheit an den heute nicht mehr existenten Turmhof-Kunstgraben ab.

## Beschreibung und Funktion
Der Hüttenteich ist der unterste Speicher in der Kaskade der Revierwasserlaufanstalt, welche die Landestalsperrenverwaltung betreibt. Die Anlage dient der Zwischenspeicherung und der gezielten Verteilung von Rohwasser für die Freiberger Industrie. Weiterhin dient er dem Hochwasserschutz, der Abflussregulierung und der Fischereiwirtschaft. Die Uferbereiche sind nach Art. 4 der Fauna-Flora-Habitat Richtlinie 93/43/EWG gemeldetes Gebiet.
Der zwischen 1550 und 1560 angelegte Hüttenteich wurde neben vielen anderen bereits vorhandenen Anlagen der Wasserwirtschaft im Freiberger Bergrevier durch Martin Planer verbessert. Der angestaute Vorrat reichte für den Wasserbedarf der weitgehend im 16. Jahrhundert entstandenen Münzbachhütten und für Freiberg bald nicht mehr aus. Daher war Planer um die Erweiterung seines Einzugsbereiches bemüht. Da der Berthelsdorfer Hüttenteich alle Münzbachhütten mit Aufschlagswasser versorgte, ist er zugleich auch ein hüttentechnisches Denkmal.

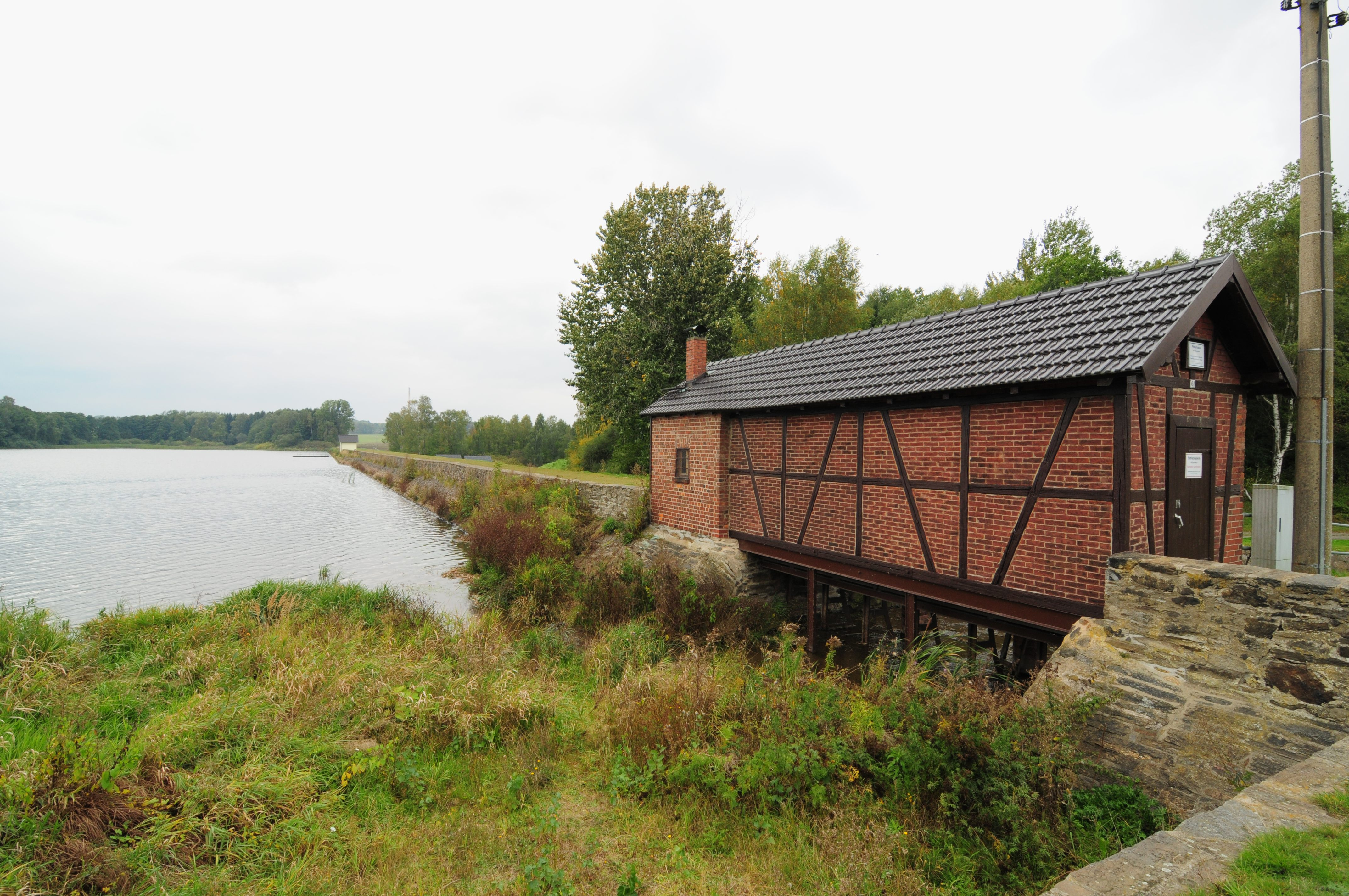
Blick auf die Wasserseite des Staudamms
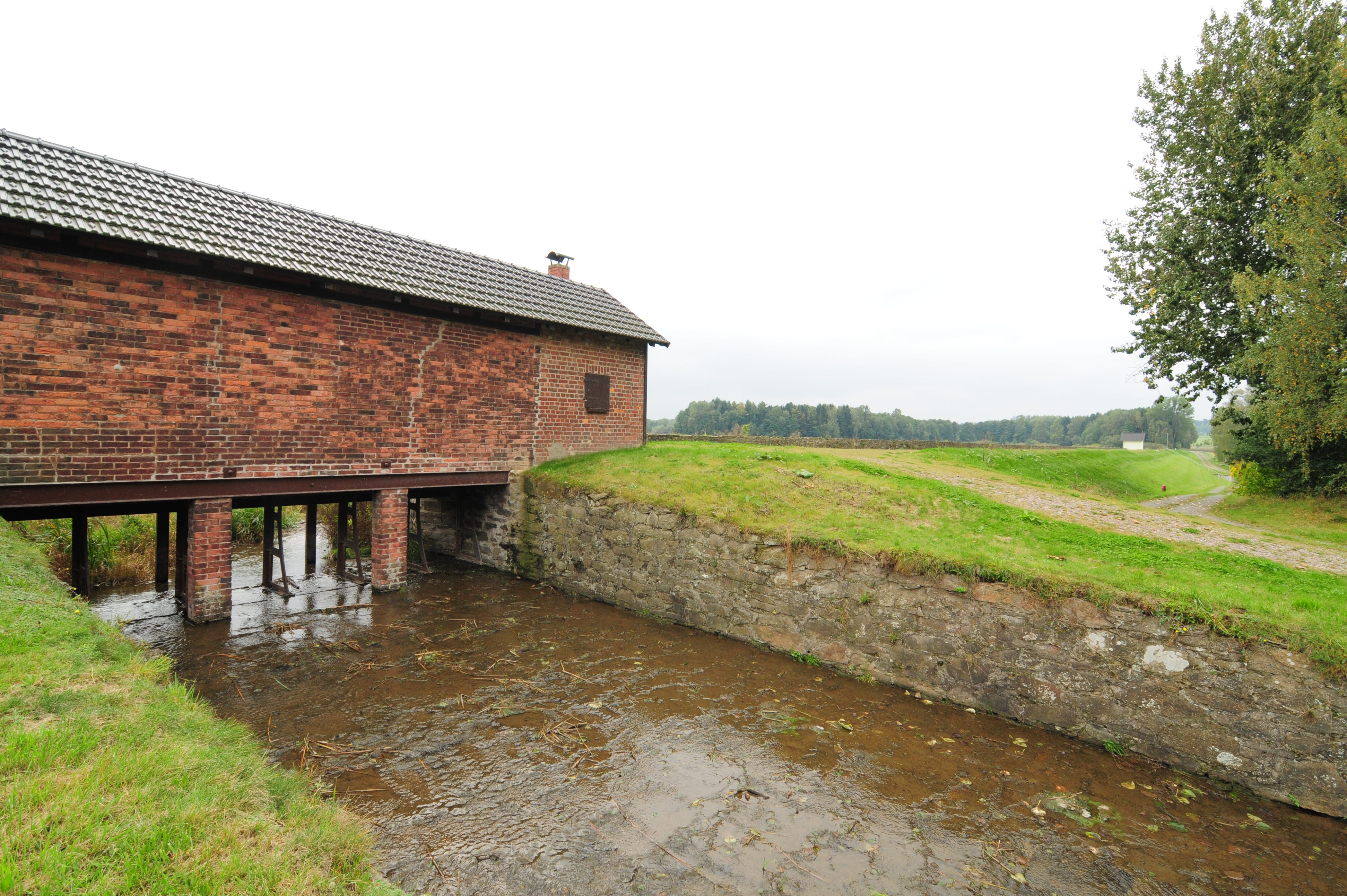
Überlauf am Hüttenteich